# Theraphosa blondi
Грешка в Lua в Модул:Taxobox на ред 1013: attempt to index field 'datavalue' (a nil value).
Theraphosa blondi е паяк от семейство Тарантули. С размери, достигащи до 13 cm, и тегло до 175 g това се счита за най-големия паяк на планетата. Обитава Южна Америка.

## Описание
Женските представители се характеризират с продължителност на живота от 15 – 25 години. Мъжките живеят от 3 до 6 години. На цвят паякът е кафяв, почти всички части от тялото му са покрити с власинки. В случай че се намират в опасност, представителите на този вид могат да ухапят противника си, но за хората отровата им не е особено опасна.